# Casa del Cotó
La casa del Cotó és un edifici situat a la Gran Via de les Corts Catalanes, 670 de Barcelona, catalogat com a bé amb elements d'interès (categoria C).

## Història i descripció
El 1879, l'industrial tèxtil Miquel Boada i Vilumara va encarregar a l'arquitecte Elies Rogent un edifici de planta baixa i dos pisos amb un estil neoclàssic academicista.
El 1958 va ser adquirit pel Gremi de Fabricants del Cotó (des del 1977 Asociación Industria Textil Algodonera, AITPA), a través de la societat Inmobiliaria Textil Algodonera SA, que va encarregar-ne la reforma i ampliació a l'arquitecte Nicolau Rubió i Tudurí per a convertir-lo en la seva seu, amb la remunta de tres pisos. Mentre que la façana principal té pilastres corínties, la del pati d'illa es resol mitjançant una sèrie de galeries amb grans persianes de llibret. A l'interior, destaca la gran escala central, suspesa de l'últim pis per tirants i construida amb materials moderns (ferro, fusta, alumini i goma).
A principis del segle xxi va ser transformat en un hotel de 83 habitacions amb el nom de Cotton House, a càrrec dels arquitectes César Huerta i Lázaro Rosa-Violán.